# Омежник
Оме́жник (лат. Oenánthe) — род травянистых растений семейства Зонтичные (Umbelliferae). Включает как виды с сильнейшими нейротоксинами, так и используемые в качестве пряностей.

## Ботаническое описание
Водные и болотные растения. Стебли — часто погружённые в воду, часто — со вздутыми междоузлиями. Корни со вздутиями или с клубеньками. Листья единожды — трижды пальчато-рассечённые, иногда недоразвитые, подводные листья — более рассечённые.
Сложные зонтики с белыми цветками, конечные или пазушные. Обёртка может присутствовать. Чашечка из острых чашелистиков, при плодоношении обычно не опадает.
Плод цилиндрический, обратноконически-яйцевидный или шаровидный, сужающийся к концам или приплюснутый.

## Использование
Омежник яванский в кухнях народов Азии используется в качестве овоща и приправы к самым различным блюдам. Может использоваться в свежем и приготовленном виде, иногда консервируется. В древнем Китае растение считалось деликатесным. В Японии известно в культуре с середины VIII века. С 1975 года выращивается в провинции Онтарио. Выведено несколько сортов, отличающихся формой листьев и окраской черешков. Богат витамином A, кальцием и железом, также содержит заметное количество рибофлавина.
Также используется как фунгицидное и бактерицидное средство.

## Токсичность
Омежник шафранный и некоторые другие виды рода содержат сильнейшие нейротоксины. Исследования показали, что гликоль энантотоксин оказывается более токсичным для мышей, чем цикутотоксин — основное отравляющее вещество, содержащееся в вёхе ядовитом. ЛД50 для мышей — менее 1 мг/кг. Также в омежнике шафранном содержатся сравнительно слабо ядовитые спирт энантетол и кетон энантетон, в то время как в вёхе кетонового яда не обнаружено.
Первый симптом отравления — рвота, затем могут последовать галлюцинации, конвульсии, учащение дыхания, тризм, мышечные спазмы, при тяжёлых отравлениях — рабдомиолиз, через несколько часов возможен летальный исход.
Известны случаи с рогатым скотом, когда они умирали от одного съеденного растения.
Сведения об использовании токсических свойств омежника восходят к древности - вероятная этимология выражения «сардонический смех» др.-греч. σαρδάνιον γελᾶν приводится у Павсания при описании природы острова Сардинии. Согласно его сообщению, у источников на Сардинии произрастает растение, схожее с сельдереем, «вкушая которое, люди охватываются конвульсиями и смеются против воли», и умирают, смеясь. В 2009 году ученые из Университета Восточного Пьемонта в Италии пришли к выводу, что омежник (Oenanthe crocata) соответствует растению из описания Павсания. Это нейротоксичное растение, по предположению итальянских ученых, использовалось для ритуального убийства пожилых людей на Сардинии. По одной из версий, когда пожилые люди не могли больше позаботиться о себе, их отравляли этой травой, а затем сбрасывали с высокой скалы или избивали до смерти. По другой же версии, у древних жителей Сардинии был обычай приносить в жертву стариков. Эта церемония происходила при всеобщем смехе, причём при этом смеялись и приносимые в жертву старики.

## Ареал
Большинство видов известно из различных регионов Старого Света (Евразия, Северная Африка), Oenanthe sarmentosa произрастает на северо-западе Северной Америки, Oenanthe pringlei — в Мексике.

## Классификация

### Таксономия[11]
Oenanthe L., 1753, Sp. Pl. : 254
Род Омежник относится к семейству Зонтичные (Apiaceae) порядка Зонтикоцветные  (Apiales). Кладограмма в соответствии с Системой APG IV:
|  |                                      |  |                                   |                                   |                     |  | ещё 6 семейств |               |               |                                                       |
|  |                                      |  |                                   |                                   |                     |  |                |               |               | 33 подтвержденных вида и 21 в статусе "непроверенных" |
|  |                                      |  |                                   | порядок Зонтикоцветные            |                     |  |                |               | род Омежник   |                                                       |
|  |                                      |  |                                   | порядок Зонтикоцветные            |                     |  |                |               | род Омежник   |                                                       |
|  | отдел Цветковые, или Покрытосеменные |  |                                   |                                   | семейство Зонтичные |  |                |               |               |                                                       |
|  | отдел Цветковые, или Покрытосеменные |  |                                   |                                   |                     |  |                |               |               |                                                       |
|  |                                      |  | ещё 63 порядка цветковых растений | ещё 63 порядка цветковых растений |                     |  |                | ещё 447 родов | ещё 447 родов |                                                       |
|  |                                      |  |                                   | ещё 63 порядка цветковых растений |                     |  |                |               | ещё 447 родов |                                                       |

### Виды
Наиболее известные виды:
- Oenanthe abchasica  Schischk.  - Омежник водный, или Омежник водяной
- Oenanthe crocata  L.  - Омежник шафранный

### Синонимы
- Cyssopetalum  Turcz.
- Dasyloma  DC.
- Globocarpus  Caruel
- Karsthia  Raf.
- Oenosciadium  Pomel
- Phellandrium  L.
- Stephanorossia  Chiov.